# Anseau II de Ronquerolles
Anseau II de Ronquerolles est un seigneur de Ronquerolles (actuel hameau de la commune d'Agnetz dans l'Oise) du comté de Clermont-en-Beauvaisis, inhumé aux Jacobins de Beauvais, en 1271.

## Famille
Il est le fils d'Anseau Ier de Ronquerolles, lui même Sénéchal des comtes de Clermont 
, et figure comme témoin à de nombreux actes de 1190 à 1218.
Cette famille de Ronquerolles, issue de celle des comtes de Clermont, ne doit pas être confondue avec la famille homonyme du comté de Beaumont-sur-Oise dans l'actuel département du Val-d'Oise .
Son fils Eudes qui lui succède comme seigneur de Ronquerolles participa à la cinquième croisade, où il transporta les armoiries familiales.

## Biographie
En 1210, il fait construire à Ronquerolles, sur les bords de la Brèche, une maladrerie et une chapelle, l'ensemble a été entièrement détruit au XVIIIe siècle, seule une chapelle a été reconstruite. La chapelle actuelle a été édifiée en 1856 par la mère supérieure de l'hospice de Clermont pour abriter la statue de la Vierge qui était présente dans l'ancienne chapelle.
Sa participation à la bataille de Bouvines en 1214 est attestée par des actes de la famille d'Ercuis , parmi lesquels Guillaume d'Ercuis clerc de Robert de Clermont et précepteur de Philippe le Bel.
En 1220, il confirme une donation effectuée par Arnould de Saint-Just aux templiers de Senlis d'un bien que celui-ci tenait de Raoul de Saints (neveu d'Anseau II).

## Héraldique
| Armoiries de Nivelon de Ronquerolles | Les armes d'Anseau II et de la famille de Ronquerolles se blasonnent ainsi : de gueules papelonné d'argent. |